# Узбяков, Юрий Николаевич
Юрий Николаевич Узбяко́в (1916—1982) — советский художник, график, карикатурист.

## Биография
Родился 4 (17 февраля) 1916 года, умер в 1982 году. Окончил МГАХИ имени В. И. Сурикова. Первая карикатура была напечатана в мартовском номере журнала «Крокодил» в 1932 году.
В годы Великой Отечественной войны он служил художником фронтовой газеты, продолжая печататься в журналах.
Долго сотрудничал с детским юмористическим журналом «Весёлые картинки». Рисовал карикатуры для журналов «Лапоть», «Физкультура и спорт», «Безбожник», «Огонёк», «Крокодил», «Мурзилка». 
Много раз участвовал в выставках карикатур. Иллюстрировал книги Б. В. Заходера, К. И. Чуковского, А. Л. Барто, С. В. Михалкова, С. Я. Маршака, Н. Н. Носова, Ю. Я. Яковлева.